# Le Masque hanté
Le Masque hanté (The Haunted Mask) est un roman fantastique et horrifique américain pour la jeunesse de la collection de livres Chair de poule écrite par R. L. Stine.
Le livre français est le 11e de la collection éditée Bayard Poche. Il contient 29 chapitres et a été publié le 14 novembre 1995. Il s'agit également du 11e de la série dans l'édition originale américaine, sorti en septembre 1993.
Ce roman a, par la suite, été adapté en épisode pour la série télévisée éponyme Chair de poule.

## Résumé
« Celui-là fera l'affaire » pense Carolyn en choisissant pour la fête de Halloween le masque le plus horrible dans la boutique de farces et attrapes. Mais, pourquoi, une fois posé sur son visage, le masque s'anime-t-il tout à coup ? Pourquoi la voix de Carolyn devient-elle soudain grave et menaçante ?

## Sous-titre
Le sous-titre français du livre est : Dangereuse Fête.

## Couverture française
La couverture de la première édition de 1995 était dessinée par Jean Michel Nicollet, montrant Carolyn revêtant son masque hanté, sur le pas de la porte d'une maison, comme si elle quémandait des bonbons pour Halloween. Depuis la réédition de 1998 la couverture a été changée. La nouvelle couverture montre Carolyn en gros plan, avec son masque hanté aux dents acérées et aux cheveux hirsutes sur la tête. Elle porte un collier de perles.

## Adaptation télévisée
Ce livre a bénéficié d'une adaptation télévisée en deux parties dans la série télévisée Chair de poule.

### Numérotation et titre
Les épisodes sont les deux premiers de la série. Ils ont été diffusés pour la première fois aux États-Unis lors d'une émission spéciale le 27 octobre 1995 en une seule partie, puis ont été divisées en deux lors de leur diffusion dans le cadre de la série Chair de poule.
Les titres originaux de l'épisode sont exactement le même que celui du livre. En revanche, dans le titre français des épisodes un numéro a été rajouté par rapport au titre du livre, en prévision de l'adaptation de la suite du roman plus tard dans la série.

## Suite
Le Masque hanté est un des livres préférés des lecteurs de Chair de Poule, à tel point que cela lui a valu une suite : Le Retour du masque hanté. Cette suite a également été adaptée à la télévision.